# Monty Python e il Sacro Graal
Monty Python e il Sacro Graal (Monty Python and the Holy Grail) è un film del 1975 diretto da Terry Gilliam e Terry Jones.
È stato scritto, interpretato e diretto dal gruppo comico inglese dei Monty Python durante una pausa tra la terza e la quarta serie del loro popolare programma televisivo Monty Python's Flying Circus. Il primo film del gruppo, E ora qualcosa di completamente diverso, era un insieme di sketch dallo show televisivo; questo, invece, è un film a basso costo basato su un soggetto.
Il film è una parodia del Ciclo Bretone, in particolare sulla ricerca del santo Graal.

## Trama
Siamo in Inghilterra nell'anno 932, il mitico Re Artù vuole concretizzare il suo sogno: riunire intorno a una tavola rotonda dei fieri e valorosi cavalieri.
Li cerca ovunque accompagnato dal suo fido scudiero Patsy e alla fine riesce a scovare un nutrito gruppo di ardimentosi tra i quali il buffo uomo di scienza Bedevere, il coraggioso e sanguinario Lancillotto, il casto Galahad e il codardo Robin. Sembrerebbe che finalmente Artù possa sedersi con i suoi cavalieri intorno al suo agognato tavolo, ma riceve da Dio in persona il compito di trovare il Santo Graal, la coppa sacra con la quale Gesù celebrò l'ultima cena e dove, in seguito fu raccolto il sangue di Cristo dopo la sua morte. Comincia così la difficile missione dei nostri eroi, che dovranno vedersela con guardie fissate con rondini e noci di cocco, poveri contadini fondatori di una libera comune anarco sindicalista che non riconoscono Artù come loro re, un tenacissimo cavaliere nero che non vuole cedere il passo a nessun costo, un gruppo di buffi e scortesi cavalieri francesi, un mostro provvisto di tre teste che non riescono mai a mettersi d'accordo, i Cavalieri che dicono "Ni", una schiera di giovani donne in disperato bisogno di uomini, un mago piromane di nome Tim, un coniglio assassino custode di una grotta (con annesso il terribile mostro che vi vive dentro) e una strana sfilza di indovinelli. Quando finalmente sembra vicino il ritrovamento del Santo Graal, però, i pochi sopravvissuti del gruppo si ritrovano di nuovo davanti ai soldati francesi, che hanno invaso il castello in cui è situato il calice e li scherniscono, costringendo Artù a chiamare un enorme esercito per riconquistare la reliquia; pochi attimi dopo, però, arriva la polizia, che ritenendo Artù e i suoi colpevoli di aver ucciso durante le loro avventure il presentatore di un documentario (fatto avvenuto accidentalmente in una scena precedente) li arresta e mette fine bruscamente al film.

## Produzione
I Monty Python non erano alle prime armi per quanto riguarda la stesura di una sceneggiatura cinematografica: i loro lavori precedenti però non erano mai sfociati in produzione. In questo caso si trovavano davanti al compito di trasporre le loro tecniche, basate sulla forma dello sketch, su una storia unica. Il loro film precedente, E ora qualcosa di completamente diverso, era composto da sketch slegati e il gruppo constatò alle proiezioni di prova che il pubblico smetteva di ridere dopo i primi 50 minuti, qualunque fosse l'ordine degli sketch.
Per quanto riguarda la regia cinematografica, invece, il gruppo era del tutto senza esperienza. Il film precedente era stato diretto dal regista della serie Monty Python's Flying Circus e infatti aveva un aspetto piuttosto televisivo.
Terry Jones era il più preoccupato riguardo alla forma, ed era consapevole che gran parte dell'effetto comico di certe scene sarebbe dipeso dal loro contrasto con l'aspetto epico del film, che quindi non poteva limitarsi a riprese "piatte". Fu deciso perciò che Terry Jones e Terry Gilliam avrebbero diretto insieme, pensando di compensare l'inesperienza con un doppio controllo.
I problemi si ebbero comunque, se non peggio. Se da un lato infatti nessuno dei due riuscì a evitare problemi banali, dall'altro si ebbero profonde divergenze di opinioni sull'aspetto delle inquadrature che portarono spesso a riallestire più volte la stessa scena.
Il film riproduce in modo esasperato la visione che si aveva del medioevo in quegli anni, dopo l'immagine patinata che ne avevano dato i kolossal hollywoodiani negli anni '50 e '60. Si aveva l'impressione che ovunque dovessero comparire sporco, fango e denti marci. Palin si risentì del fatto di aver mangiato del fango durante una scena per poi scoprire di non essere stato nemmeno inquadrato.
Tante scene inizialmente prevedevano la presenza di cavalli, fieramente montati dai cavalieri. Il loro costo però era proibitivo rispetto al budget del film, senza contare che gli attori avrebbero dovuto imparare a cavalcarli. Fu così che si decise che i cavalieri avrebbero viaggiato a piedi mentre i paggi avrebbero imitato il suono degli zoccoli con delle noci di cocco. In vero stile Pythoniano, un personaggio svela la finzione nelle primissime battute del film.

### Cast
- Graham Chapman: Re Artù, voce di Dio, Guardia singhiozzante, Testa centrale del Cavaliere a Tre Teste
- John Cleese: Sir Lancillotto, Secondo soldato all'inizio, Uomo con il corpo nella scena della peste, Cavaliere Nero, Terzo paesano, Soldato francese[6], Tim lo stregone[7]
- Terry Gilliam: Patsy, Il guardiano del ponte, Cavaliere verde, Sir Bors (il primo ad essere ucciso dal coniglio), Animatore con l'attacco di cuore (se stesso)
- Eric Idle: Sir Robin, Becchino[8], Primo paesano, Guardia confusa al Castello Palude, Fra Maynard
- Terry Jones: Sir Bedivere, Madre di Dennis, Testa a sinistra del Cavaliere a Tre Teste, Principe Herbert, Voce dello Scrivano
- Michael Palin: Sir Galahad, primo soldato all'inizio, Dennis[7], Secondo paesano, Testa a destra del Cavaliere a Tre Teste, Re del Castello Melma,  Monaco, Cavaliere del Ni[9], Narratore
- Tom Raeburn: Guardia che mangia una mela
- Neil Innes: Menestrello di Sir Robin, Paggio schiacciato dal Coniglio di Legno, Quarto paesano
- Connie Booth: La strega
- Carol Cleveland: Zoot, Dingo (sorella gemella di Zoot)[10]
- Bee Duffel: Vecchia
- John Young: Storico, Uomo che "non è ancora morto"
- Rita Davies: Moglie dello Storico
- Sally Kinghorn: Winston[11]
- Avril Stewart: Porcellino[11]

## Colonna sonora
Il disco riproduce l'audio di alcune scene del film, con l'aggiunta di inserti inediti che giocano sulla natura del mezzo (disco in vinile).
Durante le proiezioni di prova ci si accorse che il pubblico rideva molto meno di quanto ci si aspettava. I Monty Python individuarono la causa nelle musiche, che erano state create appositamente da un compositore ed erano perfettamente in linea con le immagini (ossia cupe, con suoni inquietanti). Corsero ai ripari attingendo a registrazioni di musiche di repertorio degli archivi della BBC, più pompose e stereotipate, che contribuirono a rafforzare il contrasto tra l'ambiente e gli eventi comici.

## Distribuzione

### Edizione italiana
Il doppiaggio italiano del film (che uscì in Italia nel maggio del 1976 con il semplice titolo Monty Python) non mantenne lo spirito della lingua originale, rendendo la pellicola più simile ai film boccacceschi prodotti all'epoca a Cinecittà (presenza di battute sessuali e pesanti accenti regionali), e gran parte delle scene vennero addirittura stravolte nei contenuti. Al doppiaggio parteciparono gli attori del Bagaglino Oreste Lionello, Bombolo, Pino Caruso e Pippo Franco.
Il titolo italiano, "Monty Python" all'uscita nelle sale nel 1976, fu cambiato in quello attuale solo nel 2002 con la pubblicazione del film in DVD.

## Altri media
Nel 2006 Eric Idle realizzò un musical basato sul film, intitolato Spamalot.
Il film ha ispirato non ufficialmente il videogioco The Quest for the Holy Grail del 1984, per Commodore 64 e ZX Spectrum, e con licenza ufficiale Monty Python & the Quest for the Holy Grail del 1996, per Windows e Macintosh.